# Sarvtjärnen (Hällefors socken, Västmanland)
Sarvtjärnen är en sjö i Hällefors kommun i Västmanland och ingår i Göta älvs huvudavrinningsområde. Sjön är 25 meter djup, har en yta på 0,124 kvadratkilometer och befinner sig 245,7 meter över havet.

## Delavrinningsområde
Sarvtjärnen ingår i det delavrinningsområde (664635-143245) som SMHI kallar för Utloppet av Mången. Medelhöjden är 253 meter över havet och ytan är 24,2 kvadratkilometer. Räknas de 11 avrinningsområdena uppströms in blir den ackumulerade arean 167,6 kvadratkilometer. Sikforsån som avvattnar avrinningsområdet har biflödesordning 3, vilket innebär att vattnet flödar genom totalt 3 vattendrag innan det når havet efter 380 kilometer. Avrinningsområdet består mestadels av skog (67 procent). Avrinningsområdet har 6,29 kvadratkilometer vattenytor vilket ger det en sjöprocent på 25,9 procent.